# Australië op de Olympische Winterspelen 1972
Tijdens de Olympische Winterspelen van 1972, die in Sapporo (Japan) werden gehouden, nam Australië voor de zevende keer deel.

## Deelnemers en resultaten

### Alpineskiën
| Olympiër        | Discipline       | Resultaat | Prestatie                                              |
| --------------- | ---------------- | --------- | ------------------------------------------------------ |
| Steven Clifford | afdaling (m)     | 44e       | 2.02,90 (+11,47)                                       |
| Steven Clifford | reuzenslalom (m) | 36e       | run 1: 1.44,75 run 2: 1.49,50 totaal: 3.34,25 (+24,63) |
| Steven Clifford | slalom (m)       | DNF       | opgave                                                 |
| Malcolm Milne   | afdaling (m)     | 23e       | 1.55,48 (+4,05)                                        |
| Malcolm Milne   | reuzenslalom (m) | 29e       | run 1: 1.37,94 run 2: 1.44,26 totaal: 3.22,20 (+12,58) |
| Malcolm Milne   | slalom (m)       | 24e       | run 1: 1.03,73 run 2: 1.01,99 totaal: 2.05,72 (+16,45) |

### Schaatsen
| Olympiër     | Discipline   | Resultaat | Prestatie           |
| ------------ | ------------ | --------- | ------------------- |
| Colin Coates | 500 m (m)    | 36e       | 44,74 (+5,30)       |
| Colin Coates | 1500 m (m)   | 24e       | 2.12,14 (+9,18)     |
| Colin Coates | 5000 m (m)   | 23e       | 8.09,35 (+45,74)    |
| Colin Coates | 10.000 m (m) | 18e       | 16.29,94 (+1.28,59) |
| Jim Lynch    | 500 m (m)    | 35e       | 43,51 (+4,07)       |
| Jim Lynch    | 1500 m (m)   | 39e       | 2.26,69 (+23,73)    |

Argentinië · Australië · België · Bondsrepubliek Duitsland · Bulgarije · Canada · Duitse Democratische Republiek · Filipijnen · Finland · Frankrijk · Griekenland · Groot-Brittannië · Hongarije · Iran · Italië · Japan · Joegoslavië · Libanon · Liechtenstein · Mongolië · Nederland · Nieuw-Zeeland · Noord-Korea · Noorwegen · Oostenrijk · Polen · Roemenië · Sovjet-Unie · Spanje · Taiwan · Tsjecho-Slowakije · Verenigde Staten · Zuid-Korea · Zweden · Zwitserland